# Statistique des meneurs de la LNH

Cet article présente les classements des statistiques individuelles de la LNH à la fin de la saison 2024-2025.
Dans presque tous les sports, les statistiques jouent un grand rôle. Ceci est d'autant plus vrai dans les sports populaires en Amérique du Nord, où tout est chiffré, analysé et comparé. La Ligue nationale de hockey, ne fait pas exception.
Les statistiques les plus importantes pour un joueur sont les buts, les assistances (ou aides) et les points, ainsi que le nombre de matchs ou de minutes de pénalités. Pour juger un gardien, on considère généralement les victoires, le pourcentage d'arrêts et les blanchissages. Toutes ces statistiques sont souvent différenciées en fonction du contexte (saison régulière, séries éliminatoires) ou de la position du joueur.

## Statistiques concernant les joueurs
- Pour la signification des abréviations, voir statistiques du hockey sur glace.
- Ce classement n'est mis à jour qu'à la fin de chaque saison de la LNH.

### Meneurs avec le plus de points de l'histoire

#### En saison régulière
Wayne Gretzky est le meilleur pointeur de tous les temps. En 1985-1986, il marque 215 points ce qui est aujourd'hui le record de points inscrits en une saison par un joueur. Il est le seul joueur à avoir dépassé la barre des 200 points au cours d'une saison et il a réalisé cet exploit à quatre reprises (1982, 1984, 1985 et 1986). Le seul joueur à avoir approché cette barre est Mario Lemieux avec 199 points en 1988-1989.
| Rang | Nom                  | Équipe(s)                                                                                               | PJ    | Pts   | PPJ  |
| ---- | -------------------- | --- | ----- | ----- | ---- |
| 1    | Wayne Gretzky        | Edmonton, Los Angeles, Saint-Louis, Rangers de New York                                                 | 1 487 | 2 857 | 1,92 |
| 2    | Jaromír Jágr         | Pittsburgh, Washington, Rangers de New York, Philadelphie, Dallas, Boston, New Jersey, Floride, Calgary | 1 733 | 1 921 | 1,11 |
| 3    | Mark Messier         | Edmonton, Rangers de New York, Vancouver                                                                | 1 756 | 1 887 | 1,07 |
| 4    | Gordie Howe          | Détroit, Hartford                                                                                       | 1 767 | 1 850 | 1,05 |
| 5    | Ron Francis          | Hartford, Pittsburgh, Caroline, Toronto                                                                 | 1 731 | 1 798 | 1,04 |
| 6    | Marcel Dionne        | Détroit, Los Angeles, Rangers de New York                                                               | 1 348 | 1 771 | 1,31 |
| 7    | Steve Yzerman        | Détroit                                                                                                 | 1 514 | 1 755 | 1,16 |
| 8    | Mario Lemieux        | Pittsburgh                                                                                              | 915   | 1 723 | 1,88 |
| 9    | Sidney Crosby        | Pittsburgh                                                                                              | 1 352 | 1 687 | 1,25 |
| 10   | Joe Sakic            | Québec/Colorado                                                                                         | 1 378 | 1 641 | 1,19 |
| 11   | Aleksandr Ovetchkine | Washington                                                                                              | 1 491 | 1 623 | 1,09 |
| 12   | Phil Esposito        | Chicago, Boston, Rangers de New York                                                                    | 1 282 | 1 590 | 1,24 |
| 13   | Raymond Bourque      | Boston, Colorado                                                                                        | 1 612 | 1 579 | 0,98 |
| 14   | Joe Thornton         | Boston, San José, Toronto, Floride                                                                      | 1 714 | 1 539 | 0,90 |
| 15   | Mark Recchi          | Pittsburgh, Philadelphie, Montréal, Caroline, Atlanta, Tampa Bay, Boston                                | 1 652 | 1 533 | 0,93 |
| 16   | Paul Coffey          | Edmonton, Pittsburgh, Los Angeles, Détroit, Hartford, Philadelphie, Chicago, Caroline, Boston           | 1 409 | 1 531 | 1,09 |
| 17   | Stan Mikita          | Chicago                                                                                                 | 1 396 | 1 467 | 1,05 |
| 18   | Teemu Selänne        | Winnipeg, Anaheim, San José, Colorado                                                                   | 1 451 | 1 457 | 1,00 |
| 19   | Bryan Trottier       | Islanders de New York, Pittsburgh                                                                       | 1 279 | 1 425 | 1,11 |
| 20   | Adam Oates           | Détroit, Saint-Louis, Boston, Washington, Philadelphie, Anaheim, Edmonton                               | 1 337 | 1 420 | 1,06 |
| 21   | Doug Gilmour         | Saint-Louis, Calgary, Toronto, New Jersey, Chicago, Buffalo, Montréal                                   | 1 474 | 1 414 | 0,96 |
| 22   | Dale Hawerchuk       | Winnipeg, Buffalo, Saint-Louis, Philadelphie                                                            | 1 188 | 1 409 | 1,19 |
| 23   | Jari Kurri           | Edmonton, Los Angeles, Rangers de New York, Anaheim, Colorado                                           | 1 251 | 1 398 | 1,12 |
| 24   | Luc Robitaille       | Los Angeles, Pittsburgh, Rangers de New York, Détroit                                                   | 1 431 | 1 394 | 0,97 |
| 25   | Brett Hull           | Calgary, Saint-Louis, Dallas, Détroit, Phoenix                                                          | 1 269 | 1 391 | 1,10 |
| 26   | Mike Modano          | North Stars du Minnesota, Dallas                                                                        | 1 499 | 1 374 | 0,92 |
| 27   | Johnny Bucyk         | Détroit, Boston                                                                                         | 1 540 | 1 369 | 0,89 |
| 28   | Brendan Shanahan     | New Jersey, Saint-Louis, Hartford, Détroit, Rangers de New York                                         | 1 524 | 1 354 | 0,89 |
| 29   | Guy Lafleur          | Montréal, Rangers de New York, Québec                                                                   | 1 126 | 1 353 | 1,20 |
| 30   | Mats Sundin          | Québec, Toronto, Vancouver                                                                              | 1 346 | 1 349 | 1,00 |
| 31   | Dave Andreychuk      | Buffalo, Toronto, New Jersey, Boston, Colorado, Tampa Bay                                               | 1 639 | 1 338 | 0,82 |
| 32   | Denis Savard         | Chicago, Montréal, Tampa Bay                                                                            | 1 196 | 1 338 | 1,12 |
| 33   | Mike Gartner         | Washington, North Stars du Minnesota, Rangers de New York, Toronto, Phoenix                             | 1 432 | 1 335 | 0,93 |
| 34   | Pierre Turgeon       | Buffalo, Islanders de New York, Montréal, Saint-Louis, Dallas, Colorado                                 | 1 294 | 1 327 | 1,03 |
| 35   | Gilbert Perreault    | Buffalo                                                                                                 | 1 191 | 1 326 | 1,11 |
| 36   | Jarome Iginla        | Calgary, Pittsburgh, Boston, Colorado                                                                   | 1 554 | 1 300 | 0,84 |
| 37   | Alex Delvecchio      | Détroit                                                                                                 | 1 550 | 1 281 | 0,83 |
| 38   | Al MacInnis          | Calgary, Saint-Louis                                                                                    | 1 416 | 1 274 | 0,9  |
| 39   | Jean Ratelle         | Rangers de New York, Boston                                                                             | 1 280 | 1 267 | 0,99 |
| 40   | Peter Šťastný        | Québec, New Jersey, Saint-Louis                                                                         | 977   | 1 239 | 1,27 |
| 41   | Patrick Kane         | Chicago, Rangers de New York, Detroit                                                                   | 1 180 | 1 237 | 1,05 |
| 42   | Phil Housley         | Buffalo, Winnipeg, Saint-Louis, Calgary, New Jersey, Washington, Chicago, Toronto                       | 1 495 | 1 232 | 0,82 |
| 43   | Norm Ullman          | Détroit, Toronto                                                                                        | 1 410 | 1 229 | 0,87 |
| 44   | Ievgueni Malkine     | Pittsburgh                                                                                              | 1 063 | 1 229 | 1,16 |
| 45   | Jean Béliveau        | Montréal                                                                                                | 1 125 | 1 219 | 1,08 |
| 46   | Larry Murphy         | Los Angeles, Washington, North Stars du Minnesota, Pittsburgh, Toronto, Détroit                         | 1 615 | 1 217 | 0,75 |
| 47   | Jeremy Roenick       | Chicago, Phoenix, Philadelphie, Los Angeles, San José                                                   | 1 363 | 1 216 | 0,89 |
| 48   | Bobby Clarke         | Philadelphie                                                                                            | 1 144 | 1 210 | 1,06 |
| 49   | Bernie Nicholls      | Los Angeles, Rangers de New York, Edmonton, New Jersey, Chicago, San José                               | 1 127 | 1 209 | 1,07 |
| 50   | Vincent Damphousse   | Toronto, Edmonton, Montréal, San José, Colorado                                                         | 1 378 | 1 205 | 0,87 |

#### En séries éliminatoires
| Rang | Nom                  | Équipe(s)                                                                                     | PJ  | Pts |
| ---- | -------------------- | --------------------------------------------------------------------------------------------- | --- | --- |
| 1    | Wayne Gretzky        | Edmonton, Los Angeles, Saint-Louis, Rangers de New York                                       | 208 | 382 |
| 2    | Mark Messier         | Edmonton, Rangers de New York, Vancouver                                                      | 236 | 295 |
| 3    | Jari Kurri           | Edmonton, Los Angeles, Rangers de New York, Anaheim, Colorado                                 | 200 | 233 |
| 4    | Glenn Anderson       | Edmonton, Toronto, Rangers de New York, Saint-Louis                                           | 225 | 214 |
| 5    | Jaromír Jágr         | Pittsburgh, Washington, Rangers de New York, Philadelphie, Boston, Floride                    | 208 | 201 |
| 6    | Sidney Crosby        | Pittsburgh                                                                                    | 180 | 201 |
| 7    | Paul Coffey          | Edmonton, Pittsburgh, Los Angeles, Détroit, Hartford, Philadelphie, Chicago, Caroline, Boston | 194 | 196 |
| 8    | Brett Hull           | Calgary, Saint-Louis, Dallas, Détroit, Phoenix                                                | 202 | 190 |
| 9    | Joe Sakic            | Québec/Colorado                                                                               | 172 | 188 |
| 10   | Doug Gilmour         | Saint-Louis, Calgary, Toronto, New Jersey, Chicago, Buffalo, Montréal                         | 182 | 188 |
| 11   | Steve Yzerman        | Détroit                                                                                       | 196 | 185 |
| 12   | Nicklas Lidström     | Détroit                                                                                       | 263 | 183 |
| 13   | Bryan Trottier       | Islanders de New York, Pittsburgh                                                             | 221 | 182 |
| 14   | Ievgueni Malkine     | Pittsburgh                                                                                    | 177 | 180 |
| 15   | Raymond Bourque      | Boston, Colorado                                                                              | 214 | 180 |
| 16   | Jean Béliveau        | Montréal                                                                                      | 162 | 176 |
| 17   | Sergueï Fiodorov     | Détroit, Anaheim, Columbus, Washington                                                        | 183 | 176 |
| 18   | Denis Savard         | Chicago, Montréal, Tampa Bay                                                                  | 169 | 175 |
| 19   | Mario Lemieux        | Pittsburgh                                                                                    | 107 | 172 |
| 20   | Peter Forsberg       | Québec/Colorado, Philadelphie, Nashville                                                      | 151 | 171 |
| 21   | Nikita Koutcherov    | Tampa Bay                                                                                     | 152 | 171 |
| 22   | Denis Potvin         | Islanders de New York                                                                         | 185 | 164 |
| 23   | Mike Bossy           | Islanders de New York                                                                         | 129 | 160 |
| 24   | Gordie Howe          | Détroit, Hartford                                                                             | 157 | 160 |
| 25   | Al MacInnis          | Calgary, Saint-Louis                                                                          | 177 | 160 |
| 26   | Bobby Smith          | North Stars du Minnesota, Montréal                                                            | 184 | 160 |
| 27   | Claude Lemieux       | Montréal, New Jersey, Colorado, Phoenix, Dallas, San José                                     | 234 | 158 |
| 28   | Brad Marchand        | Boston, Floride                                                                               | 180 | 158 |
| 29   | Adam Oates           | Détroit, Saint-Louis, Boston, Washington, Philadelphie, Anaheim, Edmonton                     | 163 | 156 |
| 30   | Larry Murphy         | Los Angeles, Washington, North Stars du Minnesota, Pittsburgh, Toronto, Détroit               | 215 | 152 |
| 31   | Stan Mikita          | Chicago                                                                                       | 155 | 150 |
| 32   | Connor McDavid       | Edmonton                                                                                      | 96  | 150 |
| 33   | Marián Hossa         | Ottawa, Atlanta, Pittsburgh, Détroit, Chicago                                                 | 201 | 149 |
| 34   | Brian Propp          | Philadelphie, Boston, North Stars du Minnesota, Hartford                                      | 160 | 148 |
| 35   | Aleksandr Ovetchkine | Washington                                                                                    | 161 | 147 |
| 36   | Mark Recchi          | Philadelphie, Montréal, Tampa Bay, Boston                                                     | 189 | 147 |
| 37   | Mike Modano          | North Stars du Minnesota/Dallas                                                               | 176 | 146 |
| 38   | Chris Chelios        | Montréal, Chicago, Détroit, Atlanta                                                           | 266 | 144 |
| 39   | Larry Robinson       | Montréal, Los Angeles                                                                         | 227 | 144 |
| 40   | Joe Pavelski         | San José, Dallas                                                                              | 201 | 143 |
| 41   | Ron Francis          | Hartford, Pittsburgh, Caroline, Toronto                                                       | 171 | 143 |
| 42   | Leon Draisaitl       | Edmonton                                                                                      | 96  | 141 |
| 43   | Corey Perry          | Anaheim, Dallas, Montréal, Tampa Bay, Edmonton                                                | 237 | 141 |
| 44   | Jacques Lemaire      | Montréal                                                                                      | 145 | 139 |
| 45   | Patrick Kane         | Chicago                                                                                       | 143 | 138 |
| 46   | Phil Esposito        | Chicago, Boston, Rangers de New York                                                          | 130 | 137 |
| 47   | Guy Lafleur          | Montréal, Rangers de New York, Québec                                                         | 128 | 134 |
| 48   | Brendan Shanahan     | New Jersey, Saint-Louis, Hartford, Détroit, Rangers de New York                               | 184 | 134 |
| 49   | Joe Thornton         | Boston, San José, Toronto, Floride                                                            | 187 | 134 |
| 50   | Esa Tikkanen         | Edmonton, Rangers de New York, Saint-Louis, Canucks de Vancouver, Floride, Washington         | 186 | 132 |

### Meneurs avec le plus de buts de l'histoire

#### En saison régulière
Alexander Ovetchkin est le meilleur buteur de l'histoire de la LNH, avec une fiche de 897 buts à son actif. Wayne Gretzky, second meilleur buteur de tous les temps, a été le joueur qui a atteint les 50 buts en une saison le plus rapidement. En effet, au cours de la saison 1981-1982, il marque son 50e but au cours du 39e match. Au cours de cette même saison, il devient le meilleur buteur de tous les temps en une saison (92 buts). De plus, il a réussi la performance d'atteindre 50 buts en 50 matchs à 3 reprises (1981-1982, 1983-1984 et 1984-1985).
| Rang | Nom                  | Équipe(s)                                                                                               | PJ    | B   |
| ---- | -------------------- | --- | ----- | --- |
| 1    | Aleksandr Ovetchkine | Washington                                                                                              | 1 491 | 897 |
| 2    | Wayne Gretzky        | Edmonton, Los Angeles, Saint-Louis, Rangers de New York                                                 | 1 487 | 894 |
| 3    | Gordie Howe          | Détroit, Hartford                                                                                       | 1 767 | 801 |
| 4    | Jaromír Jágr         | Pittsburgh, Washington, Rangers de New York, Philadelphie, Stars de Dallas, Boston, New Jersey, Floride | 1733  | 766 |
| 5    | Brett Hull           | Calgary, Saint-Louis, Dallas, Détroit, Phoenix                                                          | 1 269 | 741 |
| 6    | Marcel Dionne        | Détroit, Los Angeles, Rangers de New York                                                               | 1 348 | 731 |
| 7    | Phil Esposito        | Chicago, Boston, Rangers de New York                                                                    | 1 282 | 717 |
| 8    | Mike Gartner         | Washington, North Stars du Minnesota, Rangers de New York, Toronto, Phoenix                             | 1 432 | 708 |
| 9    | Mark Messier         | Edmonton, Rangers de New York, Vancouver                                                                | 1 756 | 694 |
| 10   | Steve Yzerman        | Détroit                                                                                                 | 1 514 | 692 |
| 11   | Mario Lemieux        | Pittsburgh                                                                                              | 915   | 690 |
| 12   | Teemu Selänne        | Winnipeg, Anaheim, San José, Colorado                                                                   | 1 451 | 684 |
| 13   | Luc Robitaille       | Los Angeles, Pittsburgh, Rangers de New York, Détroit                                                   | 1 431 | 668 |
| 14   | Brendan Shanahan     | New Jersey, Saint-Louis, Hartford, Détroit, Rangers de New York                                         | 1 524 | 656 |
| 15   | Dave Andreychuk      | Buffalo, Toronto, New Jersey, Boston, Colorado, Tampa Bay                                               | 1 639 | 640 |
| 16   | Joe Sakic            | Québec, Colorado                                                                                        | 1 378 | 625 |
| 17   | Jarome Iginla        | Calgary, Pittsburgh, Boston, Colorado                                                                   | 1 554 | 625 |
| 18   | Sidney Crosby        | Pittsburgh                                                                                              | 1 352 | 625 |
| 19   | Bobby Hull           | Chicago, Winnipeg, Hartford                                                                             | 1 063 | 610 |
| 20   | Dino Ciccarelli      | North Stars du Minnesota, Washington, Détroit, Tampa Bay, Floride                                       | 1 232 | 608 |
| 21   | Jari Kurri           | Edmonton, Los Angeles, Rangers de New York, Anaheim, Colorado                                           | 1 251 | 601 |
| 22   | Steven Stamkos       | Tampa Bay, Nashville                                                                                    | 1 164 | 582 |
| 23   | Mark Recchi          | Pittsburgh, Philadelphie, Montréal, Philadelphie, Caroline, Atlanta, Tampa Bay, Boston                  | 1 652 | 577 |
| 24   | Mike Bossy           | Islanders de New York                                                                                   | 752   | 573 |
| 25   | Patrick Marleau      | San José, Toronto, Pittsburgh                                                                           | 1 779 | 566 |
| 26   | Joe Nieuwendyk       | Calgary, Dallas, New Jersey, Toronto, Floride                                                           | 1 257 | 564 |
| 27   | Mats Sundin          | Québec, Toronto, Vancouver                                                                              | 1 346 | 564 |
| 28   | Mike Modano          | North Stars du Minnesota, Dallas, Détroit                                                               | 1 499 | 561 |
| 29   | Guy Lafleur          | Montréal, Rangers de New York, Québec                                                                   | 1 126 | 560 |
| 30   | Johnny Bucyk         | Détroit, Boston                                                                                         | 1 540 | 556 |
| 31   | Ron Francis          | Hartford, Pittsburgh, Caroline, Toronto                                                                 | 1 731 | 549 |
| 32   | Michel Goulet        | Québec, Chicago                                                                                         | 1 089 | 548 |
| 33   | Maurice Richard      | Montréal                                                                                                | 978   | 544 |
| 34   | Stan Mikita          | Chicago                                                                                                 | 1 394 | 541 |
| 35   | Keith Tkachuk        | Winnipeg, Phoenix, Saint-Louis, Atlanta                                                                 | 1 201 | 538 |
| 36   | Frank Mahovlich      | Toronto, Détroit, Montréal                                                                              | 1 181 | 533 |
| 37   | Marián Hossa         | Ottawa, Atlanta, Pittsburgh, Détroit, Chicago                                                           | 1 309 | 525 |
| 38   | Bryan Trottier       | Islanders de New York, Pittsburgh                                                                       | 1 279 | 524 |
| 39   | Pat Verbeek          | New Jersey, Hartford, Rangers de New York, Dallas, Détroit                                              | 1 424 | 522 |
| 40   | Dale Hawerchuk       | Winnipeg, Buffalo, Saint-Louis, Philadelphie                                                            | 1 188 | 518 |
| 41   | Pierre Turgeon       | Buffalo, Islanders de New York, Montréal, Saint-Louis, Dallas, Colorado                                 | 1 294 | 515 |
| 42   | Ievgueni Malkine     | Pittsburgh                                                                                              | 1 213 | 514 |
| 43   | Jeremy Roenick       | Chicago, Phoenix, Philadelphie, Los Angeles, San José                                                   | 1 363 | 513 |
| 44   | Gilbert Perreault    | Buffalo                                                                                                 | 1 191 | 512 |
| 45   | Jean Béliveau        | Montréal                                                                                                | 1 125 | 507 |
| 46   | Peter Bondra         | Washington, Ottawa, Atlanta, Chicago                                                                    | 1 081 | 503 |
| 47   | Joe Mullen           | Saint-Louis, Calgary, Pittsburgh, Boston                                                                | 1 062 | 502 |
| 48   | Lanny McDonald       | Toronto, Colorado, Calgary                                                                              | 1 111 | 500 |
| 49   | Glenn Anderson       | Edmonton, Toronto, Rangers de New York, Saint-Louis                                                     | 1 121 | 498 |
| 50   | Jean Ratelle         | Rangers de New York, Boston                                                                             | 1 281 | 491 |

#### En séries éliminatoires
| Rang | Nom             | Équipe(s)                                                     | PJ  | B   |
| ---- | --------------- | ------------------------------------------------------------- | --- | --- |
| 1    | Wayne Gretzky   | Edmonton, Los Angeles, Saint-Louis, Rangers de New York       | 208 | 122 |
| 2    | Mark Messier    | Edmonton, Rangers de New York, Vancouver                      | 236 | 109 |
| 3    | Jari Kurri      | Edmonton, Los Angeles, Rangers de New York, Anaheim, Colorado | 200 | 106 |
| 4    | Brett Hull      | Calgary, Saint-Louis, Dallas, Détroit, Phoenix                | 202 | 103 |
| 5    | Glenn Anderson  | Edmonton, Toronto, Rangers de New York, Saint-Louis           | 225 | 93  |
| 6    | Mike Bossy      | Islanders de New York                                         | 129 | 85  |
| 7    | Joe Sakic       | Québec, Colorado                                              | 172 | 84  |
| 8    | Maurice Richard | Montréal                                                      | 133 | 82  |
| 9    | Claude Lemieux  | Montréal, New Jersey, Colorado, Phoenix, Dallas, San José     | 234 | 80  |
| 10   | Jean Béliveau   | Montréal                                                      | 162 | 79  |

### Meneurs avec le plus de passes de l'histoire

#### En saison régulière
| Rang | Nom                | Équipe(s)                                                                                      | PJ    | A     |
| ---- | ------------------ | ---------------------------------------------------------------------------------------------- | ----- | ----- |
| 1    | Wayne Gretzky      | Edmonton, Los Angeles, Saint-Louis, Rangers de New York                                        | 1 487 | 1 963 |
| 2    | Ron Francis        | Hartford, Pittsburgh, Caroline, Toronto                                                        | 1 731 | 1 249 |
| 3    | Mark Messier       | Edmonton, Rangers de New York, Vancouver                                                       | 1 756 | 1 193 |
| 4    | Raymond Bourque    | Boston, Colorado                                                                               | 1 612 | 1 169 |
| 5    | Jaromír Jágr       | Pittsburgh, Washington, Rangers de New York, Philadelphie, Dallas, Boston, New Jersey, Floride | 1 733 | 1 155 |
| 6    | Paul Coffey        | Edmonton, Pittsburgh, Los Angeles, Détroit, Hartford, Philadelphie, Chicago, Caroline, Boston  | 1 409 | 1 135 |
| 7    | Joe Thornton       | Boston, San José, Toronto, Floride                                                             | 1 714 | 1 109 |
| 8    | Adam Oates         | Détroit, Saint-Louis, Boston, Washington, Philadelphie, Anaheim, Edmonton                      | 1 337 | 1 079 |
| 9    | Steve Yzerman      | Détroit                                                                                        | 1 514 | 1 063 |
| 10   | Sidney Crosby      | Pittsburgh                                                                                     | 1 352 | 1 062 |
| 11   | Gordie Howe        | Détroit, Hartford                                                                              | 1 767 | 1 049 |
| 12   | Marcel Dionne      | Détroit, Los Angeles, Rangers de New York                                                      | 1 348 | 1 040 |
| 13   | Mario Lemieux      | Pittsburgh                                                                                     | 915   | 1 033 |
| 14   | Joe Sakic          | Québec/Colorado                                                                                | 1 378 | 1 016 |
| 15   | Doug Gilmour       | Saint-Louis, Calgary, Toronto, New Jersey, Chicago, Buffalo, Montréal                          | 1 474 | 964   |
| 16   | Mark Recchi        | Pittsburgh, Philadelphie, Montréal, Caroline, Atlanta, Boston                                  | 1 652 | 956   |
| 17   | Al MacInnis        | Calgary, Saint-Louis                                                                           | 1 416 | 934   |
| 18   | Larry Murphy       | Los Angeles, Washington, Wild du Minnesota, Pittsburgh, Toronto, Détroit                       | 1 615 | 929   |
| 19   | Stan Mikita        | Chicago                                                                                        | 1 394 | 925   |
| 20   | Bryan Trottier     | Islanders de New York, Pittsburgh                                                              | 1 279 | 901   |
| 21   | Phil Housley       | Buffalo, Winnipeg, Saint-Louis, Calgary, New Jersey, Washington, Chicago, Toronto              | 1 495 | 894   |
| 22   | Dale Hawerchuk     | Winnipeg, Buffalo, Saint-Louis, Philadelphie                                                   | 1 188 | 891   |
| 23   | Nicklas Lidström   | Détroit                                                                                        | 1 564 | 878   |
| 24   | Phil Esposito      | Chicago, Boston, Rangers de New York                                                           | 1 282 | 873   |
| 25   | Denis Savard       | Chicago, Montréal, Tampa Bay                                                                   | 1 196 | 865   |
| 26   | Bobby Clarke       | Philadelphie                                                                                   | 1 144 | 852   |
| 27   | Patrick Kane       | Chicago, Rangers de New York                                                                   | 1 302 | 851   |
| 28   | Anze Kopitar       | Los Angeles                                                                                    | 1 454 | 838   |
| 29   | Ievgueni Malkine   | Pittsburgh                                                                                     | 1 213 | 832   |
| 30   | Henrik Sedin       | Vancouver                                                                                      | 1 330 | 830   |
| 31   | Alex Delvecchio    | Détroit                                                                                        | 1 549 | 825   |
| 32   | Gilbert Perreault  | Buffalo                                                                                        | 1 191 | 814   |
| 33   | Johnny Bucyk       | Détroit, Boston                                                                                | 1 540 | 813   |
| 34   | Mike Modano        | North Stars du Minnesota/Dallas                                                                | 1 499 | 813   |
| 35   | Pierre Turgeon     | Buffalo, Islanders de New York, Montréal, Saint-Louis, Dallas, Colorado                        | 1 294 | 812   |
| 36   | Jari Kurri         | Edmonton, Los Angeles, Rangers de New York, Anaheim, Colorado                                  | 1 259 | 797   |
| 37   | Guy Lafleur        | Montréal, Rangers de New York, Québec                                                          | 1 126 | 793   |
| 38   | Peter Šťastný      | Québec, New Jersey, Saint-Louis                                                                | 977   | 789   |
| 39   | Mats Sundin        | Québec, Toronto, Vancouver                                                                     | 1 346 | 785   |
| 40   | Brian Leetch       | Rangers de New York, Toronto, Boston                                                           | 1 205 | 781   |
| 41   | Jean Ratelle       | Rangers de New York, Boston                                                                    | 1 281 | 776   |
| 42   | Teemu Selänne      | Winnipeg, Anaheim, San José, Colorado                                                          | 1 451 | 773   |
| 43   | Vincent Damphousse | Toronto, Edmonton, Montréal, San José, Colorado                                                | 1 378 | 773   |
| 44   | Chris Chelios      | Montréal, Chicago, Détroit, Atlanta                                                            | 1 651 | 763   |
| 45   | Nicklas Backstrom  | Washington                                                                                     | 1 105 | 762   |
| 46   | Bernie Federko     | Saint-Louis, Détroit                                                                           | 1 000 | 761   |
| 47   | Doug Weight        | Rangers de New York, Edmonton, Saint-Louis, Caroline, Anaheim, Islanders de New York           | 1 238 | 755   |
| 48   | Claude Giroux      | Philadelphie, Floride, Ottawa                                                                  | 1 263 | 751   |
| 49   | Larry Robinson     | Montréal, Los Angeles                                                                          | 1 384 | 750   |
| 50   | Denis Potvin       | Islanders de New York                                                                          | 1 060 | 742   |

#### En séries éliminatoires
| Rang | Nom              | Équipe(s)                                                                                      | PJ  | A   |
| ---- | ---------------- | ---------------------------------------------------------------------------------------------- | --- | --- |
| 1    | Wayne Gretzky    | Edmonton, Los Angeles, Saint-Louis, Rangers de New York                                        | 208 | 260 |
| 2    | Mark Messier     | Edmonton, Rangers de New York, Vancouver                                                       | 236 | 186 |
| 3    | Raymond Bourque  | Boston, Colorado                                                                               | 214 | 139 |
| 4    | Paul Coffey      | Edmonton, Pittsburgh, Los Angeles, Détroit, Hartford, Philadelphie, Chicago, Caroline, Boston  | 194 | 137 |
| 5    | Sidney Crosby    | Pittsburgh                                                                                     | 180 | 130 |
| 6    | Nicklas Lidström | Détroit                                                                                        | 263 | 129 |
| 7    | Doug Gilmour     | Saint-Louis, Calgary, Toronto, New Jersey, Chicago, Buffalo, Montréal                          | 182 | 128 |
| 8    | Jari Kurri       | Edmonton, Los Angeles, Rangers de New York, Anaheim, Colorado                                  | 200 | 127 |
| 9    | Sergueï Fiodorov | Détroit, Anaheim, Columbus, Washington                                                         | 183 | 124 |
| 10   | Jaromír Jágr     | Pittsburgh, Washington, Rangers de New York, Philadelphie, Dallas, Boston, New Jersey, Floride | 208 | 123 |

### Meneurs avec le plus de parties jouées de l'histoire

#### En saison régulière
| Rang | Nom                  | Équipe(s)                                                                                      | PJ    |
| ---- | -------------------- | ---------------------------------------------------------------------------------------------- | ----- |
| 1    | Patrick Marleau      | San José, Toronto, Pittsburgh                                                                  | 1 779 |
| 2    | Gordie Howe          | Détroit, Hartford                                                                              | 1 767 |
| 3    | Mark Messier         | Edmonton, Rangers de New York, Vancouver                                                       | 1 756 |
| 4    | Jaromír Jágr         | Pittsburgh, Washington, Rangers de New York, Philadelphie, Dallas, Boston, New Jersey, Floride | 1 733 |
| 5    | Ron Francis          | Hartford, Pittsburgh, Caroline, Toronto                                                        | 1 731 |
| 6    | Joe Thornton         | Boston, San José, Toronto, Floride                                                             | 1 714 |
| 7    | Zdeno Chara          | Ottawa, New-York, Boston                                                                       | 1 680 |
| 8    | Mark Recchi          | Pittsburgh, Philadelphie, Montréal, Philadelphie, Pittsburgh, Caroline, Atlanta, Boston        | 1 652 |
| 9    | Chris Chelios        | Montréal, Chicago, Détroit, Atlanta                                                            | 1 651 |
| 10   | Dave Andreychuk      | Buffalo, Toronto, New Jersey, Boston, Colorado, Tampa Bay                                      | 1 639 |
| 11   | Scott Stevens        | Washington, Saint-Louis, New Jersey                                                            | 1 635 |
| 12   | Larry Murphy         | Los Angeles, Washington, Wild du Minnesota, Pittsburgh, Toronto, Détroit                       | 1 615 |
| 13   | Raymond Bourque      | Boston, Colorado                                                                               | 1 612 |
| 14   | Nicklas Lidström     | Détroit                                                                                        | 1 564 |
| 15   | Jarome Iginla        | Calgary, Pittsburgh, Boston, Colorado                                                          | 1 554 |
| 16   | Alex Delvecchio      | Détroit                                                                                        | 1 549 |
| 17   | Shane Doan           | Winnipeg/Arizona                                                                               | 1 540 |
| 18   | Johnny Bucyk         | Détroit, Boston                                                                                | 1 540 |
| 19   | Ryan Suter           | Nashville, Minnesota, Dallas, Saint-Louis                                                      | 1 526 |
| 20   | Brendan Shanahan     | New Jersey, Saint-Louis, Hartford, Détroit, Rangers de New York                                | 1 524 |
| 21   | Matt Cullen          | Anaheim, Floride, New-York, Caroline, Ottawa, Nashville, Minnesota, Pittsburgh                 | 1 516 |
| 22   | Steve Yzerman        | Détroit                                                                                        | 1 514 |
| 23   | Mike Modano          | North Stars du Minnesota/Dallas                                                                | 1 499 |
| 24   | Brent Burns          | Minnesota, San José, Caroline                                                                  | 1 497 |
| 25   | Phil Housley         | Buffalo, Winnipeg, Saint-Louis, Calgary, New Jersey, Washington, Chicago, Toronto              | 1 495 |
| 26   | Aleksandr Ovetchkine | Washington                                                                                     | 1491  |
| 27   | Wayne Gretzky        | Edmonton, Los Angeles, Saint-Louis, Rangers de New York                                        | 1 487 |
| 28   | Rod Brind'Amour      | Saint-Louis, Philadelphie, Caroline                                                            | 1 484 |
| 29   | Doug Gilmour         | Saint-Louis, Calgary, Toronto, New Jersey, Chicago, Buffalo, Montréal                          | 1 474 |
| 30   | Glen Wesley          | Boston, Hartford/Caroline, Toronto                                                             | 1 457 |
| 31   | Anže Kopitar         | Los Angeles                                                                                    | 1 454 |
| 32   | Teemu Selänne        | Winnipeg, Anaheim, San José, Colorado                                                          | 1 451 |
| 33   | Tim Horton           | Toronto, Rangers de New York, Pittsburgh, Buffalo                                              | 1 446 |
| 34   | Mike Gartner         | Washington, North Stars du Minnesota, Rangers de New York, Toronto, Phoenix                    | 1 432 |
| 35   | Luc Robitaille       | Los Angeles, Pittsburgh, Rangers de New York, Détroit                                          | 1 431 |
| 36   | Scott Mellanby       | Philadelphie, Edmonton, Floride, Saint-Louis, Atlanta                                          | 1 431 |
| 37   | Pat Verbeek          | New Jersey, Hartford, Rangers de New York, Dallas, Détroit                                     | 1 424 |
| 38   | Luke Richardson      | Toronto, Edmonton, Philadelphie, Columbus, Tampa Bay, Ottawa                                   | 1 417 |
| 39   | Al MacInnis          | Calgary, Saint-Louis                                                                           | 1 416 |
| 40   | Harry Howell         | Rangers de New York, Oakland, Los Angeles                                                      | 1 411 |
| 41   | Norm Ullman          | Détroit, Toronto                                                                               | 1 410 |
| 42   | Paul Coffey          | Edmonton, Pittsburgh, Los Angeles, Détroit, Hartford, Philadelphie, Chicago, Caroline, Boston  | 1 409 |
| 43   | Dale Hunter          | Québec, Washington, Colorado                                                                   | 1 407 |
| 44   | Stan Mikita          | Chicago                                                                                        | 1 396 |
| 45   | Roman Hamrlík        | Tampa Bay, Edmonton, Islanders de New York, Calgary, Montréal, Washington, Rangers de New York | 1 395 |
| 46   | Corey Perry          | Anaheim, Dallas, Montréal, Tampa Bay, Chicago, Edmonton                                        | 1 392 |
| 47   | Doug Mohns           | Boston, Chicago, North Stars du Minnesota, Calgary, Washington                                 | 1 390 |
| 48   | Larry Robinson       | Montréal, Los Angeles                                                                          | 1 384 |
| 49   | Trevor Linden        | Vancouver, Islanders de New York, Montréal, Washington                                         | 1 382 |
| 50   | Joe Sakic            | Québec/Colorado                                                                                | 1 378 |
| 51   | Vincent Damphousse   | Toronto, Edmonton, Montréal, San José, Colorado                                                | 1 378 |
| 52   | Dean Prentice        | Rangers de New York, Boston, Détroit, Pittsburgh, North Stars du Minnesota                     | 1 378 |

#### En séries éliminatoires
| Rang | Nom               | Équipe(s)                                                                       | PJ  |
| ---- | ----------------- | ------------------------------------------------------------------------------- | --- |
| 1    | Chris Chelios     | Montréal, Chicago, Détroit,                                                     | 266 |
| 2    | Nicklas Lidström  | Détroit                                                                         | 263 |
| 3    | Corey Perry       | Anaheim, Dallas, Montréal, Tampa Bay, Chicago, Edmonton                         | 237 |
| 4    | Mark Messier      | Edmonton, Rangers de New York                                                   | 236 |
| 5    | Claude Lemieux    | Montréal, New Jersey, Colorado, Phoenix, Dallas, San José                       | 234 |
| 6    | Scott Stevens     | Washington, Saint-Louis, New Jersey                                             | 233 |
| 7    | Guy Carbonneau    | Montréal, Saint-Louis, Dallas                                                   | 231 |
| 8    | Larry Robinson    | Montréal, Los Angeles                                                           | 227 |
| 9    | Glenn Anderson    | Edmonton, Toronto, Rangers de New York, Saint-Louis                             | 225 |
| 10   | Kris Draper       | Winnipeg, Détroit                                                               | 222 |
| 11   | Bryan Trottier    | Islanders de New York, Pittsburgh                                               | 221 |
| 12   | Mike Keane        | Montréal, Colorado, Dallas, Vancouver                                           | 220 |
| 13   | Larry Murphy      | Los Angeles, Washington, North Stars du Minnesota, Pittsburgh, Toronto, Détroit | 215 |
| 14   | Raymond Bourque   | Boston, Colorado                                                                | 214 |
| 15   | Kevin Lowe        | Edmonton, Rangers de New York                                                   | 214 |
| 16   | Jaromír Jágr      | Pittsburgh, Washington, Rangers de New York, Philadelphie, Boston, Floride      | 208 |
| 17   | Wayne Gretzky     | Edmonton, Los Angeles, Saint-Louis, Rangers de New York                         | 208 |
| 18   | Marián Hossa      | Ottawa, Atlanta, Pittsburgh, Détroit, Chicago                                   | 205 |
| 19   | Brett Hull        | Calgary, Saint-Louis, Dallas, Détroit                                           | 202 |
| 20   | Scott Niedermayer | New Jersey, Anaheim                                                             | 202 |
| 21   | Joe Pavelski      | San José, Dallas                                                                | 201 |
| 22   | Zdeno Chara       | Ottawa, New-York, Boston                                                        | 200 |
| 23   | Jari Kurri        | Edmonton, Los Angeles, Rangers de New York, Anaheim, Colorado                   | 200 |
| 24   | Ryan McDonagh     | New York, Tampa Bay, Nashville                                                  | 196 |
| 25   | Steve Yzerman     | Détroit                                                                         | 196 |
| 26   | Patrick Marleau   | San José, Toronto                                                               | 195 |
| 27   | Paul Coffey       | Edmonton, Pittsburgh, Los Angeles, Détroit, Philadelphie, Caroline              | 194 |
| 28   | Craig MacTavish   | Boston, Edmonton, Rangers de New York, Philadelphie, Saint-Louis                | 193 |
| 29   | Mark Recchi       | Pittsburgh, Montréal, Philadelphie, Caroline, Boston                            | 189 |
| 30   | Joe Thornton      | Boston, San José                                                                | 187 |
| 31   | Dale Hunter       | Québec, Washington, Colorado                                                    | 186 |
| 32   | Esa Tikkanen      | Edmonton, Rangers de New York, Saint-Louis, Vancouver, Washington               | 186 |
| 33   | Denis Potvin      | Islanders de New York                                                           | 185 |
| 34   | Bobby Smith       | North Stars du Minnesota, Montréal                                              | 184 |
| 35   | Brendan Shanahan  | New Jersey, Saint-Louis, Détroit, Rangers de New York                           | 184 |
| 36   | Sergueï Fiodorov  | Détroit, Washington                                                             | 183 |
| 37   | Charlie Huddy     | Edmonton, Los Angeles, Buffalo, Saint-Louis                                     | 183 |
| 38   | Doug Gilmour      | Saint-Louis, Calgary, Toronto, New Jersey, Buffalo, Montréal                    | 182 |
| 39   | Bob Gainey        | Montréal                                                                        | 182 |
| 40   | Sidney Crosby     | Pittsburgh                                                                      | 180 |
| 41   | Henri Richard     | Montréal                                                                        | 180 |
| 42   | Tomas Holmström   | Détroit                                                                         | 180 |
| 43   | Brad Marchand     | Boston, Floride                                                                 | 180 |
| 44   | Chris Kunitz      | Atlanta, Anaheim, Pittsburgh, Tampa Bay, Chicago                                | 178 |
| 45   | Al MacInnis       | Calgary, Saint-Louis                                                            | 177 |
| 46   | Ievgueni Malkine  | Pittsburgh                                                                      | 177 |
| 47   | Craig Ludwig      | Montréal, North Stars du Minnesota, Dallas                                      | 177 |
| 48   | Mike Modano       | North Stars du Minnesota/Dallas, Détroit                                        | 176 |
| 59   | Ken Daneyko       | New Jersey                                                                      | 175 |
| 50   | Steve Thomas      | Toronto, Chicago, Islanders de New York, New Jersey, Anaheim, Détroit           | 174 |
| 51   | Darren McCarty    | Détroit, Calgary                                                                | 174 |

### Meneurs avec le plus de minutes de pénalité de l'histoire

#### En saison régulière
Cette section présente les joueurs de l'histoire de la LNH avec les plus grands totaux de minutes de pénalité cumulés au cours de leur carrière. Les joueurs en tête de ce classement sont souvent considérés comme des « policiers », des joueurs toujours prêt à se battre sur la patinoire. À cet exercice, Tiger Williams ancien joueur pendant quinze saisons dans la LNH est premier avec 3 966 minutes de pénalités. Au cours de sa carrière, il a souvent été au-dessus de la barre des 200 minutes par saison.
| Rang | Nom              | Équipe(s) | PJ    | PUN   |
| ---- | ---------------- | --- | ----- | ----- |
| 1    | Tiger Williams   | Toronto, Vancouver, Détroit, Los Angeles, Hartford                                                              | 962   | 3 966 |
| 2    | Dale Hunter      | Québec, Washington, Avalanche du Colorado                                                                       | 1 407 | 3 565 |
| 3    | Tie Domi         | Toronto, Rangers de New York, Winnipeg                                                                          | 1 020 | 3 515 |
| 4    | Marty McSorley   | Pittsburgh, Edmonton, Los Angeles, Rangers de New York, San José, Boston                                        | 961   | 3 381 |
| 5    | Bob Probert      | Détroit, Chicago                                                                                                | 935   | 3 300 |
| 6    | Rob Ray          | Buffalo, Ottawa                                                                                                 | 900   | 3 207 |
| 7    | Craig Berube     | Philadelphie, Toronto, Calgary, Washington, Islanders de New York                                               | 1 054 | 3 149 |
| 8    | Tim Hunter       | Calgary, Québec, Vancouver, San José                                                                            | 815   | 3 146 |
| 9    | Chris Nilan      | Montréal, Rangers de New York, Boston                                                                           | 688   | 3 043 |
| 10   | Rick Tocchet     | Philadelphie, Pittsburgh, Los Angeles, Boston, Washington, Phoenix                                              | 1 144 | 2 972 |
| 11   | Pat Verbeek      | New Jersey, Hartford, Rangers de New York, Dallas, Détroit                                                      | 1 424 | 2 905 |
| 12   | Chris Chelios    | Montréal, Chicago, Détroit, Atlanta                                                                             | 1 651 | 2 891 |
| 13   | Dave Manson      | Chicago, Edmonton, Winnipeg/Phoenix, Montréal, Dallas, Toronto                                                  | 1 103 | 2 792 |
| 14   | Scott Stevens    | Washington, Saint-Louis, New Jersey                                                                             | 1 635 | 2 785 |
| 15   | Donald Brashear  | Montréal, Vancouver, Philadelphie, Washington, Rangers de New York                                              | 1 025 | 2 634 |
| 16   | Willi Plett      | Calgary, North Stars du Minnesota, Boston                                                                       | 834   | 2 572 |
| 17   | Gino Odjick      | Vancouver, Islanders de New York, Philadelphie, Montréal                                                        | 605   | 2 567 |
| 18   | Matthew Barnaby  | Buffalo, Pittsburgh, Tampa Bay, Rangers de New York, Avalanche du Colorado, Chicago, Dallas                     | 834   | 2 562 |
| 19   | Gary Roberts     | Calgary, Caroline, Toronto, Floride, Pittsburgh                                                                 | 1 224 | 2 560 |
| 20   | Chris Neil       | Ottawa | 1 026 | 2 522 |
| 21   | Joe Kocur        | Détroit, Rangers de New York, Vancouver                                                                         | 820   | 2 519 |
| 22   | Ken Daneyko      | New Jersey | 1 283 | 2 516 |
| 23   | Brendan Shanahan | New Jersey, Saint-Louis, Hartford, Détroit, Rangers de New York                                                 | 1 524 | 2 489 |
| 24   | Scott Mellanby   | Philadelphie, Edmonton, Floride, Saint-Louis, Atlanta                                                           | 1 431 | 2 479 |
| 25   | Basil McRae      | Québec, Toronto, Détroit, North Stars du Minnesota, Tampa Bay, Saint-Louis, Chicago                             | 576   | 2 457 |
| 26   | Ulf Samuelsson   | Hartford, Pittsburgh, Rangers de New York, Détroit, Philadelphie                                                | 1 080 | 2 453 |
| 27   | Jeff Odgers      | San José, Boston, Avalanche du Colorado, Atlanta                                                                | 821   | 2 364 |
| 28   | Jay Wells        | Los Angeles, Philadelphie, Buffalo, Rangers de New York, Saint-Louis, Tampa Bay                                 | 1 098 | 2 359 |
| 29   | Shayne Corson    | Montréal, Edmonton, Saint-Louis, Toronto, Dallas                                                                | 1 156 | 2 357 |
| 30   | Lyle Odelein     | Montréal, New Jersey, Phoenix, Columbus, Chicago, Dallas, Floride, Pittsburgh                                   | 1 056 | 2 316 |
| 31   | Bryan Marchment  | Winnipeg, Chicago, Hartford, Edmonton, Tampa Bay, San José, Avalanche du Colorado, Toronto, Calgary             | 926   | 2 307 |
| 32   | Garth Butcher    | Vancouver, Saint-Louis, Québec, Toronto                                                                         | 897   | 2 302 |
| 33   | Shane Churla     | Hartford, Calgary, North Stars du Minnesota/Dallas, Los Angeles, Rangers de New York                            | 488   | 2 301 |
| 34   | Kelly Buchberger | Edmonton, Atlanta, Los Angeles, Phoenix, Pittsburgh                                                             | 1 182 | 2 297 |
| 35   | Dave Schultz     | Philadelphie, Los Angeles, Pittsburgh, Buffalo                                                                  | 535   | 2 294 |
| 36   | Laurie Boschman  | Toronto, Edmonton, Winnipeg, New Jersey, Ottawa                                                                 | 1 009 | 2 262 |
| 37   | Brad May         | Buffalo, Vancouver, Phoenix, Avalanche du Colorado, Anaheim                                                     | 1 041 | 2 248 |
| 38   | Ken Baumgartner  | Los Angeles, Islanders de New York, Toronto, Anaheim, Boston                                                    | 696   | 2 242 |
| 39   | Kevin Dineen     | Hartford, Philadelphie, Caroline, Ottawa, Columbus                                                              | 1 188 | 2 229 |
| 40   | Rob Ramage       | Rockies du Colorado, Saint-Louis, Calgary, Toronto, North Stars du Minnesota, Tampa Bay, Montréal, Philadelphie | 1 040 | 2 226 |
| 41   | Keith Tkachuk    | Winnipeg/Phoenix, Saint-Louis, Atlanta                                                                          | 1 201 | 2 219 |
| 42   | Bryan Watson     | Montréal, Détroit, Oakland, Pittsburgh, Saint-Louis, Washington                                                 | 878   | 2 212 |
| 43   | Steve Smith      | Edmonton, Chicago, Calgary                                                                                      | 804   | 2 139 |
| 44   | Stu Grimson      | Calgary, Chicago, Anaheim, Détroit, Hartford/Caroline, Los Angeles, Nashville                                   | 729   | 2 113 |
| 45   | Terry O'Reilly   | Boston | 891   | 2 095 |
| 46   | Al Secord        | Boston, Chicago, Toronto, Philadelphie                                                                          | 766   | 2 093 |
| 47   | Ronnie Stern     | Vancouver, Calgary, San José                                                                                    | 638   | 2 077 |
| 48   | Mick Vukota      | Islanders de New York, Tampa Bay, Montréal                                                                      | 574   | 2 071 |
| 49   | Gord Donnelly    | Québec, Winnipeg, Buffalo, Dallas                                                                               | 554   | 2 069 |
| 50   | Luke Richardson  | Toronto, Edmonton, Philadelphie, Cbs, Tampa Bay, Ottawa                                                         | 1 417 | 2 055 |

## Statistiques concernant les gardiens

### Gardiens avec le plus grand nombre de victoires

#### En saison régulière
| Rang | Nom                | Équipe(s)                                                                                        | V   |
| ---- | ------------------ | ------------------------------------------------------------------------------------------------ | --- |
| 1    | Martin Brodeur     | New Jersey, Saint-Louis                                                                          | 691 |
| 2    | Marc-André Fleury  | Pittsburgh, Las Vegas, Chicago, Wild                                                             | 575 |
| 3    | Patrick Roy        | Montréal, Colorado                                                                               | 551 |
| 4    | Roberto Luongo     | Islanders de New York, Floride, Vancouver                                                        | 489 |
| 5    | Edward Belfour     | Chicago, San José, Dallas, Toronto, Floride                                                      | 484 |
| 6    | Henrik Lundqvist   | Rangers de New York                                                                              | 459 |
| 7    | Curtis Joseph      | Saint-Louis, Edmonton, Toronto, Détroit, Phoenix                                                 | 454 |
| 8    | Terry Sawchuk      | Détroit, Boston, Toronto, Los Angeles, Rangers de New York                                       | 447 |
| 9    | Jacques Plante     | Montréal, Rangers de New York, Saint-Louis, Toronto, Boston                                      | 437 |
| 10   | Sergueï Bobrovski  | Colombus, Philadelphie, Floride                                                                  | 429 |
| 11   | Tony Esposito      | Montréal, Chicago                                                                                | 423 |
| 12   | Glenn Hall         | Détroit, Chicago, Saint-Louis                                                                    | 407 |
| 13   | Jonathan Quick     | Los Angeles                                                                                      | 404 |
| 14   | Grant Fuhr         | Edmonton, Toronto, Buffalo, Los Angeles, Saint-Louis, Calgary                                    | 403 |
| 15   | Chris Osgood       | Détroit, Islanders de New York, Saint-Louis                                                      | 401 |
| 16   | Ryan Miller        | Buffalo, Saint-Louis, Vancouver, Anaheim                                                         | 391 |
| 17   | Dominik Hašek      | Chicago, Buffalo, Ottawa, Détroit                                                                | 389 |
| 18   | Mike Vernon        | Calgary, Détroit, San José                                                                       | 385 |
| 19   | John Vanbiesbrouck | Rangers de New York, Floride, Philadelphie, Islanders de New York, New Jersey                    | 374 |
| 20   | Andy Moog          | Edmonton, Boston, Dallas, Montréal                                                               | 372 |
| 21   | Pekka Rinne        | Nashville                                                                                        | 369 |
| 22   | Tom Barrasso       | Buffalo, Pittsburgh, Ottawa, Caroline, Toronto, Saint-Louis                                      | 369 |
| 23   | Carey Price        | Montréal                                                                                         | 361 |
| 24   | Ievgueni Nabokov   | San José, Islanders de New York, Tampa Bay                                                       | 353 |
| 25   | Rogatien Vachon    | Montréal, Los Angeles, Boston                                                                    | 353 |
| 26   | Cam Ward           | Caroline, Chicago                                                                                | 334 |
| 27   | Gump Worsley       | Rangers de New York, Montréal, North Stars du Minnesota                                          | 333 |
| 28   | Nikolai Khabibulin | Winnipeg, Phoenix, Tampa Bay, Chicago                                                            | 333 |
| 29   | Andreï Vassilevski | Tampa Bay                                                                                        | 331 |
| 30   | Harry Lumley       | Détroit, Rangers de New York, Chicago, Toronto, Boston                                           | 330 |
| 31   | Sean Burke         | New Jersey, Hartford/Caroline, Vancouver, Philadelphie, Floride, Phoenix, Tampa Bay, Los Angeles | 324 |
| 32   | Connor Hellebuyck  | Winnipeg                                                                                         | 322 |
| 33   | Miikka Kiprusoff   | San José, Calgary                                                                                | 319 |
| 34   | Craig Anderson     | Chicago, Floride, Colorado, Ottawa, Washington, Buffalo                                          | 319 |
| 35   | Kari Lehtonen      | Thrashers d'Atlanta, Dallas                                                                      | 310 |
| 36   | Frederik Andersen  | Anaheim, Toronto, Caroline                                                                       | 308 |
| 37   | Tuukka Rask        | Boston                                                                                           | 308 |
| 38   | Billy Smith        | Los Angeles, Islanders de New York                                                               | 305 |
| 39   | Olaf Kölzig        | Washington, Tampa Bay                                                                            | 303 |
| 40   | Walter Broda       | Toronto                                                                                          | 302 |
| 41   | Mike Richter       | Rangers de New York                                                                              | 301 |
| 42   | Tomáš Vokoun       | Montréal, Nashville, Floride, Washington, Pittsburgh                                             | 300 |
| 43   | Braden Holtby      | Washington, Vancouver, Dallas                                                                    | 299 |
| 44   | Mike Smith         | Dallas, Tampa Bay, Phoenix, Arizona, Calgary, Edmonton                                           | 299 |
| 45   | Ron Hextall        | Philadelphie, Québec, Islanders de New York, Philadelphie                                        | 296 |
| 46   | Jaroslav Halak     | Montréal, Saint-Louis, Washington, Islanders de New York, Boston, Vancouver, Rangers de New York | 295 |
| 47   | Michael Liut       | Saint-Louis, Hartford, Washington                                                                | 294 |
| 48   | Eddie Giacomin     | Rangers de New York, Détroit                                                                     | 289 |
| 48   | Daniel Bouchard    | Flames d'Atlanta, Calgary, Québec, Winnipeg                                                      | 286 |
| 49   | Semion Varlamov    | Washington, Colorado, Islanders de New York                                                      | 289 |
| 50   | José Théodore      | Montréal, Colorado, Washington, Wild du Minnesota, Floride                                       | 286 |

#### En séries éliminatoires
| Rang | Nom                    | Équipe(s)                                                      | V   |
| ---- | ---------------------- | -------------------------------------------------------------- | --- |
| 1    | Patrick Roy            | Montréal, Colorado                                             | 151 |
| 2    | Martin Brodeur         | New Jersey, Saint-Louis                                        | 113 |
| 3    | Grant Fuhr             | Edmonton, Toronto, Buffalo, Los Angeles, Saint-Louis, Calgary  | 92  |
| 4    | Marc-André Fleury      | Pittsburgh, Las Vegas, Chicago, Minnesota                      | 92  |
| 5    | Billy Smith            | Islanders de New York                                          | 88  |
| 5    | Edward Belfour         | Chicago, San José, Dallas, Toronto, Floride                    | 88  |
| 7    | Kenneth Dryden         | Montréal                                                       | 80  |
| 8    | Mike Vernon            | Calgary, Détroit, San José                                     | 77  |
| 9    | Chris Osgood           | Détroit, Islanders de New York, Saint-Louis                    | 74  |
| 10   | Jacques Plante         | Montréal, Rangers de New York, Saint-Louis, Toronto, Boston    | 71  |
| 11   | Andy Moog              | Edmonton, Boston, Dallas, Montréal                             | 68  |
| 12   | Andreï Vassilevski     | Tampa Bay                                                      | 67  |
| 13   | Dominik Hašek          | Chicago, Buffalo, Ottawa, Détroit                              | 65  |
| 14   | Curtis Joseph          | Saint-Louis, Edmonton, Toronto, Détroit, Phoenix, Calgary      | 63  |
| 15   | Sergueï Bobrovski      | Philadelphie, Columbus, Floride                                | 61  |
| 16   | Tom Barrasso           | Buffalo, Pittsburgh, Ottawa, Caroline, Toronto, Saint-Louis    | 61  |
| 17   | Henrik Lundqvist       | Rangers de New York                                            | 61  |
| 18   | Walter Broda           | Toronto                                                        | 60  |
| 19   | Tuukka Rask            | Boston                                                         | 57  |
| 20   | Terry Sawchuk          | Détroit, Boston, Toronto, Los Angeles, Rangers de New York     | 54  |
| 21   | Gerry Cheevers         | Toronto, Boston                                                | 53  |
| 22   | Corey Crawford         | Chicago                                                        | 52  |
| 23   | Braden Holtby          | Washington, Vancouver, Dallas                                  | 50  |
| 24   | Jonathan Quick         | Los Angeles                                                    | 49  |
| 25   | Glenn Hall             | Détroit, Chicago, Saint-Louis                                  | 49  |
| 26   | Ron Hextall            | Philadelphie, Qué, Islanders de New York                       | 47  |
| 27   | Frederik Andersen      | Anaheim, Toronto, Caroline                                     | 46  |
| 28   | Pekka Rinne            | Nashville                                                      | 45  |
| 29   | Tony Esposito          | Montréal, Chicago                                              | 45  |
| 30   | Carey Price            | Montréal                                                       | 43  |
| 31   | Ievgueni Nabokov       | San José, Islanders de New York, Tampa Bay                     | 42  |
| 32   | Mike Richter           | Rangers de New York                                            | 41  |
| 33   | Gump Worsley           | Rangers de New York, Montréal, North Stars du Minnesota        | 40  |
| 34   | Nikolaï Khabibouline   | Winnipeg/Phoenix, Tampa Bay, Chicago, Edmonton                 | 39  |
| 35   | Bernard Parent         | Boston, Philadelphie, Toronto                                  | 38  |
| 36   | Antti Niemi            | Chicago, San José, Dallas, Pittsburgh, Floride, Montréal       | 36  |
| 37   | Kelly Hrudey           | Islanders de New York, Los Angeles, San José                   | 36  |
| 38   | Johnny Bower           | Philadelphie, Toronto                                          | 35  |
| 39   | Pete Peeters           | Rangers de New York, Boston, Washington                        | 35  |
| 40   | Félix Potvin           | Toronto, Islanders de New York, Vancouver, Los Angeles, Boston | 35  |
| 41   | Roberto Luongo         | Islanders de New York, Floride, Vancouver                      | 34  |
| 42   | Kirk McLean            | New Jersey, Vancouver, Caroline, Floride, Rangers de New York  | 34  |
| 43   | Jean-Sébastien Giguère | Hartford, Calgary, Anaheim, Colorado                           | 33  |
| 44   | Donald Beaupre         | North Stars du Minnesota, Boston, Ottawa, Toronto              | 33  |
| 45   | Martin Jones           | San José, Los Angeles                                          | 32  |
| 46   | Jake Oettinger         | Dallas                                                         | 32  |
| 47   | Semyon Varlamov        | Washington, Colorado, New-York                                 | 32  |
| 48   | Jon Casey              | North Stars du Minnesota, Boston, Saint-Louis                  | 32  |
| 49   | Frank Brimsek          | Boston, Chicago                                                | 32  |
| 50   | Tim Thomas             | Boston, Floride, Dallas                                        | 29  |
| 51   | Ben Bishop             | Los Angeles, Tampa Bay, Ottawa, Saint-Louis, Dallas            | 29  |
| 52   | Matt Murray            | Pittsburgh, Ottawa, Toronto                                    | 29  |
| 53   | Eddie Giacomin         | Rangers de New York, Détroit                                   | 29  |

### Gardiens avec le plus grand nombre de parties jouées

#### En saison régulière
| Rang | Nom                  | Équipe(s)                                                                                        | PJ    |
| ---- | -------------------- | ------------------------------------------------------------------------------------------------ | ----- |
| 1    | Martin Brodeur       | New Jersey, Saint-Louis                                                                          | 1 266 |
| 2    | Marc-André Fleury    | Pittsburgh, Las Vegas, Chicago, Minnesota                                                        | 1 051 |
| 3    | Roberto Luongo       | Islanders de New York, Floride, Vancouver                                                        | 1 044 |
| 4    | Patrick Roy          | Montréal, Colorado                                                                               | 1 029 |
| 5    | Terry Sawchuk        | Détroit, Boston, Toronto, Los Angeles, Rangers de New York                                       | 971   |
| 6    | Edward Belfour       | Chicago, San José, Dallas, Toronto, Floride                                                      | 963   |
| 7    | Curtis Joseph        | Saint-Louis, Edmonton, Toronto, Détroit, Phoenix, Calgary                                        | 943   |
| 8    | Glenn Hall           | Détroit, Chicago, Saint-Louis                                                                    | 906   |
| 9    | Henrik Lundqvist     | Rangers de New York                                                                              | 887   |
| 10   | Tony Esposito        | Montréal, Chicago                                                                                | 886   |
| 11   | John Vanbiesbrouck   | Rangers de New York, Floride, Philadelphie, Islanders de New York, New Jersey                    | 882   |
| 12   | Grant Fuhr           | Edmonton, Toronto, Buffalo, Los Angeles, Saint-Louis, Calgary                                    | 868   |
| 13   | Gump Worsley         | Rangers de New York, Montréal, North Stars du Minnesota                                          | 861   |
| 14   | Jacques Plante       | Montréal, Rangers de New York, Saint-Louis, Toronto, Boston                                      | 837   |
| 15   | Sean Burke           | New Jersey, Hartford/Caroline, Vancouver, Philadelphie, Floride, Phoenix, Tampa Bay, Los Angeles | 820   |
| 16   | Jonathan Quick       | Los Angeles                                                                                      | 804   |
| 17   | Harry Lumley         | Détroit, Chicago, Toronto, Boston                                                                | 803   |
| 18   | Nikolaï Khabibouline | Winnipeg/Phoenix, Tampa Bay, Chicago, Edmonton                                                   | 799   |
| 19   | Ryan Miller          | Vancouver, Buffalo, Saint-Louis , Anaheim                                                        | 796   |
| 20   | Rogatien Vachon      | Montréal, Los Angeles, Détroit, Boston                                                           | 795   |
| 21   | Gilles Meloche       | Chicago, Californie, Cleveland, North Stars Minnesota, Pittsburgh                                | 788   |
| 22   | Michael Vernon       | Calgary, Détroit, San José, Floride                                                              | 781   |
| 23   | Tom Barrasso         | Buffalo, Pittsburgh, Ottawa, Caroline, Toronto, Saint-Louis                                      | 777   |
| 24   | Sergueï Bobrovski    | Colombus, Philadelphie, Floride                                                                  | 754   |
| 25   | Chris Osgood         | Détroit, Islanders de New York, Saint-Louis                                                      | 744   |
| 26   | Dominik Hašek        | Chicago, Buffalo, Détroit,Ottawa                                                                 | 735   |
| 27   | Olaf Kölzig          | Washington, Tampa Bay                                                                            | 719   |
| 28   | Andy Moog            | Dallas, Boston, Edmonton, Montréal                                                               | 713   |
| 29   | Carey Price          | Montréal                                                                                         | 712   |
| 30   | Craig Anderson       | Chicago, Floride, Colorado, Ottawa, Washington, Buffalo                                          | 709   |
| 31   | Cam Ward             | Caroline, Chicago                                                                                | 701   |
| 32   | Tomáš Vokoun         | Montréal, Nashville, Floride, Washington, Pittsburgh                                             | 700   |
| 33   | Ievgueni Nabokov     | San José, Islanders de New York, Tampa Bay                                                       | 697   |
| 34   | Pekka Rinne          | Nashville                                                                                        | 683   |
| 35   | Billy Smith          | Los Angeles, Islanders de New York                                                               | 680   |
| 36   | Kelly Hrudey         | Islanders de New York, Los Angeles, San José                                                     | 677   |
| 37   | Mike Smith           | Calgary, Arizona, Tampa Bay, Dallas, Edmonton                                                    | 670   |
| 38   | Donald Beaupre       | North Stars du Minnesota, Washington, Ottawa, Toronto                                            | 667   |
| 39   | Michael Richter      | Rangers de New York                                                                              | 666   |
| 40   | Michael Liut         | Saint-Louis, Hartford, Washington                                                                | 664   |
| 41   | Daniel Bouchard      | Atlanta, Québec, Winnipeg                                                                        | 655   |
| 42   | Kari Lehtonen        | Atlanta, Dallas                                                                                  | 649   |
| 43   | José Théodore        | Montréal, Colorado, Washington, Wild du Minnesota, Floride                                       | 648   |
| 44   | William Ranford      | Boston, Edmonton, Washington, Tampa Bay, Détroit                                                 | 647   |
| 45   | Félix Potvin         | Toronto, Islanders de New York, Vancouver, Los Angeles, Boston                                   | 635   |
| 46   | Walter Broda         | Toronto                                                                                          | 629   |
| 47   | Miikka Kiprusoff     | San José, Calgary                                                                                | 623   |
| 48   | Semion Varlamov      | Washington, Colorado, Islanders de New York                                                      | 621   |
| 49   | Kirk McLean          | New Jersey, Vancouver, Caroline, Floride, Rangers de New York                                    | 612   |
| 50   | Eddie Giacomin       | Rangers de New York, Détroit                                                                     | 609   |

#### En séries éliminatoires
| Rang | Nom                | Équipe(s)                                                     | PJ  |
| ---- | ------------------ | ------------------------------------------------------------- | --- |
| 1    | Patrick Roy        | Montréal, Colorado                                            | 247 |
| 2    | Martin Brodeur     | New Jersey, Saint-Louis                                       | 205 |
| 3    | Marc-André Fleury  | Pittsburgh, Las Vegas, Chicago, Wild                          | 170 |
| 4    | Edward Belfour     | Chicago, San José, Dallas, Toronto, Floride                   | 161 |
| 5    | Grant Fuhr         | Edmonton, Toronto, Buffalo, Los Angeles, Saint-Louis, Calgary | 150 |
| 6    | Mike Vernon        | Calgary, Détroit, San José                                    | 138 |
| 7    | Curtis Joseph      | Saint-Louis, Edmonton, Toronto, Détroit, Phoenix              | 133 |
| 8    | Billy Smith        | Los Angeles, Islanders de New York                            | 132 |
| 9    | Andy Moog          | Edmonton, Boston, Dallas, Montréal                            | 132 |
| 10   | Henrik Lundqvist   | Rangers de New York                                           | 130 |
| 11   | Chris Osgood       | Détroit, Islanders de New York, Saint-Louis                   | 129 |
| 12   | Andreï Vassilevski | Tampa Bay                                                     | 120 |
| 13   | Dominik Hašek      | Chicago, Buffalo, Ottawa, Détroit                             | 119 |
| 14   | Tom Barrasso       | Buffalo, Pittsburgh, Ottawa, Caroline, Toronto, Saint-Louis   | 119 |
| 15   | Sergueï Bobrovski  | Philadelphie, Columbus, Floride                               | 117 |
| 16   | Glenn Hall         | Détroit, Chicago, Saint-Louis                                 | 115 |
| 17   | Kenneth Dryden     | Montréal                                                      | 112 |
| 18   | Jacques Plante     | Montréal, Rangers de New York, Saint-Louis, Toronto, Boston   | 112 |
| 19   | Terry Sawchuk      | Détroit, Boston, Toronto, Los Angeles, Rangers de New York    | 106 |
| 20   | Tuukka Rask        | Boston                                                        | 104 |
| 21   | Walter Broda       | Toronto                                                       | 101 |
| 22   | Tony Esposito      | Montréal, Chicago                                             | 99  |
| 23   | Braden Holtby      | Washington, Vancouver, Dallas                                 | 97  |
| 24   | Corey Crawford     | Chicago                                                       | 96  |
| 25   | Ron Hextall        | Philadelphie, Québec, Islanders de New York                   | 93  |
| 26   | Carey Price        | Montréal                                                      | 92  |
| 27   | Jonathan Quick     | Los Angeles                                                   | 92  |
| 28   | Pekka Rinne        | Nashville                                                     | 89  |
| 29   | Gerald Cheevers    | Toronto, Boston                                               | 88  |
| 30   | Ievgueni Nabokov   | San José, Islanders de New York, Tampa Bay                    | 86  |

### Gardiens avec le plus grand nombre de blanchissages

#### En saison régulière
|    | Nom               | Équipe(s)                                                                                                | Bl  |
| -- | ----------------- | --- | --- |
| 1  | Martin Brodeur    | New Jersey, Saint-Louis                                                                                  | 125 |
| 2  | Terry Sawchuk     | Détroit, Boston, Toronto, Los Angeles, Rangers de New York                                               | 103 |
| 3  | George Hainsworth | Montréal, Toronto                                                                                        | 94  |
| 4  | Glenn Hall        | Détroit, Chicago, Saint-Louis                                                                            | 84  |
| 5  | Jacques Plante    | Montréal, Rangers de New York, Saint-Louis, Toronto, Boston                                              | 82  |
| 6  | Cecil Thompson    | Boston, Détroit                                                                                          | 81  |
| 7  | Alex Connell      | Ottawa, Détroit, Americans de New York, Maroons de Montréal                                              | 81  |
| 8  | Dominik Hašek     | Chicago, Buffalo, Détroit, Ottawa                                                                        | 81  |
| 9  | Roberto Luongo    | Islanders de New York, Floride, Vancouver                                                                | 77  |
| 10 | Tony Esposito     | Canadiens de Montréal, Rangers de New York                                                               | 76  |
| 11 | Edward Belfour    | Chicago, San José, Dallas, Toronto, Floride                                                              | 76  |
| 12 | Marc-André Fleury | Pittsburgh, Las Vegas, Chicago, Wild                                                                     | 76  |
| 13 | Lorne Chabot      | Rangers de New York, Toronto, Canadiens de Montréal, Chicago, Maroons de Montréal, Americans de New York | 71  |
| 14 | Harry Lumley      | Détroit, Chicago, Toronto, Boston                                                                        | 71  |
| 15 | Roy Worters       | Pirates de Pittsburgh, Americans de New York, Montréal                                                   | 67  |
| 16 | Patrick Roy       | Montréal, Colorado                                                                                       | 66  |
| 17 | Henrik Lundqvist  | Rangers de New York                                                                                      | 64  |
| 18 | Jonathan Quick    | Los Angeles                                                                                              | 63  |
| 19 | Walter Broda      | Toronto                                                                                                  | 62  |
| 20 | Pekka Rinne       | Nashville                                                                                                | 60  |
| 21 | Ievgueni Nabokov  | San José, Islanders de New York, Tampa Bay                                                               | 59  |
| 22 | John Ross Roach   | Toronto, Rangers de New York, Détroit                                                                    | 58  |
| 23 | Clinton Benedict  | Ottawa, Maroons de Montréal                                                                              | 58  |
| 24 | Bernard Parent    | Boston, Philadelphie, Toronto                                                                            | 54  |
| 25 | Eddie Giacomin    | Rangers de New York, Détroit                                                                             | 54  |
| 26 | Jaroslav Halák    | Montréal, Saint-Louis, Washington, Islanders de New York, Boston, Vancouver, Rangers de New York         | 53  |
| 27 | Tuukka Rask       | Boston                                                                                                   | 52  |
| 28 | Curtis Joseph     | Saint-Louis, Edmonton, Toronto, Détroit, Phoenix, Calgary, Toronto                                       | 51  |
| 29 | Rogatien Vachon   | Montréal, Los Angeles, Boston                                                                            | 51  |
| 30 | Dave Kerr         | Maroons de Montréal, Rangers de New York                                                                 | 51  |
| 31 | Tomáš Vokoun      | Montréal, Nashville, Floride, Washington, Penguins de Pittsburgh                                         | 51  |

#### En séries éliminatoires
| Rang | Nom               | Équipe(s)                                                           | Bl |
| ---- | ----------------- | ------------------------------------------------------------------- | -- |
| 1    | Martin Brodeur    | New Jersey, Saint-Louis                                             | 24 |
| 2    | Patrick Roy       | Montréal, Colorado                                                  | 23 |
| 3    | Curtis Joseph     | Saint-Louis, Edmonton, Toronto, Détroit, Phoenix, Flames de Calgary | 16 |
| 4    | Marc-André Fleury | Pittsburgh, Las Vegas, Chicago, Wild                                | 16 |
| 5    | Clint Benedict    | Montréal, Ottawa                                                    | 15 |
| 6    | Chris Osgood      | Détroit, Islanders de New York, Saint-Louis                         | 15 |
| 7    | Jacques Plante    | Montréal, Rangers de New York, Saint-Louis, Toronto, Boston         | 14 |
| 8    | Dominik Hašek     | Chicago, Buffalo, Détroit, Ottawa                                   | 14 |
| 9    | Edward Belfour    | Chicago, San José, Dallas, Toronto, Floride                         | 14 |
| 10   | Walter Broda      | Toronto                                                             | 13 |
| 11   | Terry Sawchuk     | Détroit, Boston, Toronto, Los Angeles, Rangers de New York          | 12 |
| 12   | Kenneth Dryden    | Montréal                                                            | 10 |
| 13   | Henrik Lundqvist  | Rangers de New York                                                 | 10 |
| 14   | Jonathan Quick    | Los Angeles                                                         | 10 |

### Gardiens avec la meilleure moyenne de buts alloués

#### En saison régulière
Statistiques pour les gardiens ayant joué plus de 100 parties en saison régulière.
| Rang | Nom               | Équipe(s)                                                                                                | PJ   | Moy  |
| ---- | ----------------- | --- | ---- | ---- |
| 1    | Alex Connell      | Ottawa, Détroit, Americans de New York, Maroons de Montréal                                              | 417  | 1,92 |
| 2    | George Hainsworth | Canadiens de Montréal, Toronto                                                                           | 465  | 1,93 |
| 3    | Charlie Gardiner  | Chicago                                                                                                  | 316  | 2,02 |
| 4    | Lorne Chabot      | Rangers de New York, Toronto, Canadiens de Montréal, Chicago, Maroons de Montréal, Americans de New York | 411  | 2,03 |
| 5    | Cecil Thompson    | Boston, Détroit                                                                                          | 553  | 2,07 |
| 6    | Roman Čechmánek   | Philadelphie, Los Angeles                                                                                | 212  | 2,08 |
| 7    | Dave Kerr         | Maroons de Montréal, Americans de New York, Rangers de New York                                          | 427  | 2,14 |
| 8    | Dominik Hašek     | Chicago, Buffalo, Détroit, Ottawa                                                                        | 735  | 2,20 |
| 9    | Kenneth Dryden    | Canadiens de Montréal                                                                                    | 397  | 2,24 |
| 10   | Martin Brodeur    | New Jersey, Saint-Louis                                                                                  | 1076 | 2,24 |
| 11   | Roy Worters       | Pittsburgh, Americans de New York, Canadiens de Montréal                                                 | 484  | 2,27 |
| 12   | Tuukka Rask       | Boston                                                                                                   | 536  | 2,28 |
| 13   | Roman Turek       | Dallas, Saint-Louis, Calgary                                                                             | 328  | 2,31 |
| 14   | Igor Shesterkin   | Rangers de New York                                                                                      | 100  | 2,31 |
| 15   | Clinton Benedict  | Ottawa, Maroons de Montréal                                                                              | 362  | 2,32 |
| 16   | James Walsh       | Maroons de Montréal, Americans de New York                                                               | 108  | 2,32 |
| 17   | Benjamin Bishop   | Bay, Saint-Louis, Ottawa, Dallas                                                                         | 413  | 2,32 |
| 18   | Norman Smith      | Maroons de Montréal,Détroit                                                                              | 199  | 2,33 |
| 19   | Gerald McNeil     | Canadiens de Montréal                                                                                    | 276  | 2,34 |
| 20   | Andy Aitkenhead   | Rangers de New York                                                                                      | 106  | 2,35 |
| 21   | William Durnan    | Canadiens de Montréal                                                                                    | 383  | 2,36 |
| 22   | Marty Turco       | Dallas, Boston, Chicago                                                                                  | 509  | 2,36 |
| 23   | Jacques Plante    | Montreal, New York, St. Louis, Toronto, Boston                                                           | 837  | 2,38 |
| 24   | Manny Legace      | Los Angeles, Detroit, St. Louis, Caroline                                                                | 365  | 2,41 |
| 25   | Jonathan Quick    | Los Angeles                                                                                              | 712  | 2,42 |
| 26   | Pekka Rinne       | Nashville                                                                                                | 683  | 2,43 |
| 27   | Henrik Lundqvist  | Rangers de New York                                                                                      | 887  | 2,43 |
| 28   | Cory Schneider    | Vancouver, New Jersey                                                                                    | 410  | 2,43 |
| 29   | Ievgueni Nabokov  | San José, Tampa Bay, New York                                                                            | 697  | 2,43 |
| 30   | Corey Crawford    | Chicago                                                                                                  | 488  | 2,45 |

#### En séries éliminatoires
Statistiques pour les gardiens ayant joués plus de 25 parties en séries éliminatoires.
| Rang | Nom                    | Équipe(s)                                                                                                | PJ  | Moy  |
| ---- | ---------------------- | --- | --- | ---- |
| 1    | Lorne Chabot           | Rangers de New York, Toronto, Canadiens de Montréal, Chicago, Maroons de Montréal, Americans de New York | 37  | 1,51 |
| 2    | Dave Kerr              | Maroons de Montréal, Rangers de New York                                                                 | 40  | 1,74 |
| 3    | Patrick Lalime         | Pittsburgh, Ottawa, Chicago, Buffalo                                                                     | 41  | 1,77 |
| 4    | Clinton Benedict       | Ottawa, Maroons de Montréal                                                                              | 28  | 1,79 |
| 5    | Gerald McNeil          | Canadiens de Montréal                                                                                    | 35  | 1,84 |
| 6    | Cecil Thompson         | Boston, Détroit                                                                                          | 44  | 1,88 |
| 7    | John Ross Roach        | Toronto, Rangers de New York, Détroit                                                                    | 29  | 1,88 |
| 8    | George Hainsworth      | Canadiens de Montréal, Toronto                                                                           | 52  | 1,93 |
| 9    | Walter Broda           | Toronto                                                                                                  | 101 | 1,98 |
| 10   | Dominik Hašek          | Chicago, Buffalo, Détroit, Ottawa                                                                        | 119 | 2,02 |
| 11   | Martin Brodeur         | New Jersey, Saint-Louis                                                                                  | 181 | 2,02 |
| 12   | William Durnan         | Canadiens de Montréal                                                                                    | 45  | 2,07 |
| 13   | Jake Allen             | Saint-Louis, Montréal                                                                                    | 29  | 2,06 |
| 14   | Timothy Thomas         | Boston, Floride, Dallas                                                                                  | 51  | 2,08 |
| 15   | Jean-Sébastien Giguère | Hartford, Calgary, Anaheim                                                                               | 52  | 2,08 |
| 16   | Chris Osgood           | Détroit, Islanders de New York, Saint-Louis                                                              | 129 | 2,09 |
| 17   | Jacques Plante         | Canadiens de Montréal, Rangers de New York, Saint-Louis, Toronto, Boston                                 | 112 | 2,12 |
| 19   | Braden Holtby          | Washington                                                                                               | 97  | 2,13 |